# Andrena foxii
Andrena foxii är en biart som beskrevs av Cockerell 1898. Andrena foxii ingår i släktet sandbin, och familjen grävbin. Inga underarter finns listade i Catalogue of Life.